# Trelew
Trelew je město v departmentu Rawson v argentinské provincii Chubut. Město bylo založeno 20. října 1886 velšskými přistěhovalci. Svůj název dostalo podle Lewise Jonese (tref je velšsky „město“ a Lew je apokopa od „Lewis“). V roce 2012 zde žilo 98 602 obyvatel. Město je sídlem fotbalového klubu Racing de Trelew.